# Вулиця Наливайка (Луцьк)
Ву́лиця Налива́йка — вулиця на північному сході Луцька, в житловому районі Гуща.
Бере початок від вулиці Домни Гордіюк й прямує в північно-східному напрямку, де переходить в вулицю Івана Богуна села Прилуцьке.

## Історія
Забудована з правого боку у 1970-х роках першими багатоповерховими будинками 40-А кварталу. З лівого боку залишилася приватна забудова. Давня назва цієї сільської вулиці — Йосипівська — від імені одного з перших мешканців. Після приєднання до міста 1970-х роках дістала теперішню назву — на честь керівника антипольського селянсько-козацького повстання 1594—1596 років Северина Наливайка.

## Будівлі та установи

### Храми
- Храм святого великомученика Дмитрія Солунського — вулиця Наливайка, 2-А[1].

### Освіта
- Луцька загальноосвітня школа І-ІІ ступенів № 11 — вулиця Наливайка, 10-Б[2]

### Медицина
- Амбулаторія загальної практики-сімейної медицини № 4 — вулиця Наливайка, 6[3][4]

### Торгівля
- Будівельний магазин «Антей» — вулиця Наливайка, 1-А.
- Продуктовий магазин «Добродій» — вулиця Наливайка, 14-В.

### Відділення поліції
- Дільничний пункт поліції № 2 — вулиця Наливайка, 2.